# Stock-shot

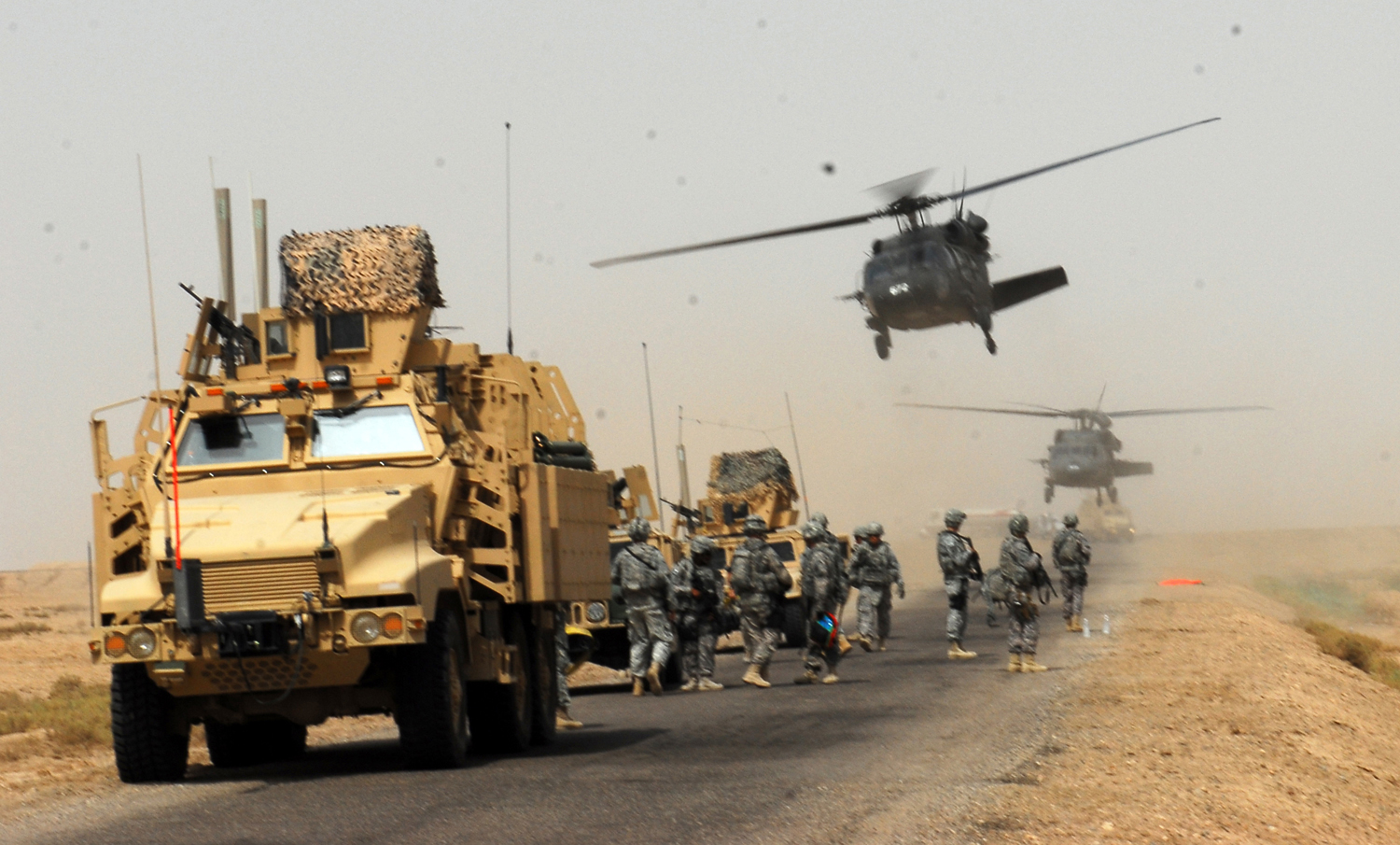
Image d'archive de l’armée des États-Unis en Irak.
Les productions de films à petit budget ont souvent recours aux « stock-shots » pour illustrer leurs scènes de guerre, qui nécessitent habituellement beaucoup de moyens en matériel et figurants.

Un stock-shot est une série d'images ou une séquence vidéo (avec ou sans son) empruntées à des documents d'archives (films, documentaires, reportages, épisodes précédents, etc.) et insérées dans une autre œuvre (court ou long métrage).
Les stock-shots sont très employés dans les films de série B (voire de série Z) pour des raisons financières (moindre coût), généralement au mépris des lois sur les droits d'auteur des œuvres originales, ou bien en utilisant du contenu libre.
Un stock-shot peut se faire repérer assez facilement, en raison de la faible qualité et du format de l'image, du son, de l'éclairage, voire de l'absence totale de corrélation de la séquence plagiée avec le reste du film (c'est notamment le cas pour le film Night of the Ghouls de Ed Wood).

## Dérivés
L'utilisation à outrance de stock-shots peut aboutir à ce qu'on appelle un « insert » : quand des scènes entières d'un film précédent sont ajoutées à un nouveau métrage, pour en augmenter la durée ou le potentiel commercial à faible coût. 
À terme, l'usage massif d'inserts peut déboucher sur ce qu'on appelle un film « deux-en-un » : l'utilisation de rushes issus de deux ou plusieurs films antérieurs pour monter un film entièrement nouveau. Ce procédé fut par exemple beaucoup utilisé par la firme hong-kongaise IFD, et notamment son réalisateur Godfrey Ho. 

## Liste non exhaustive de films utilisant lestock-shot
On retrouve plusieurs films reprenant cette technique tels que :
- Plan 9 from Outer Space
- Robot Monster
- Gamerak
- Turkish Star Wars (Dünyayı Kurtaran Adam)
- Raptor
- Supercopter
- X-Or
- Les Contes de la Crypte
- Underworld 2 : Évolution
- USS Alabama : la séquence d'ouverture du film, étant censé se dérouler en 1995, contient quelques séquences vidéo tirées de documentaires sur le Viet Nam (images diffusées lors du reportage du journaliste de CNN sur le porte-avions Foch).
- Le Défi des flèches et Seminole Uprising (en) : les scènes de fin de ces deux films sont tirées du film de 1951 New Mexico. Une scène du Défi des flèches est également tirée de La Flèche brisée .
- La Fureur des Apaches
- Davy Crockett, Indian Scout (en)